# Nutaarmiut

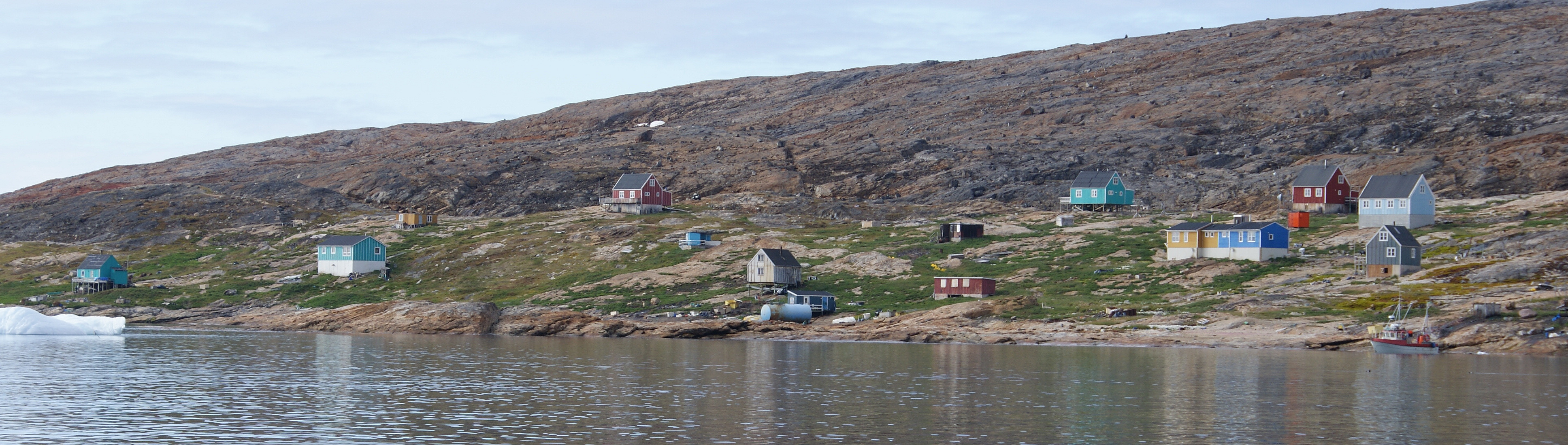
Nutaarmiut.

Nutaarmiut (ortografia antiga: Nutârmiut) é um assentamento no município de Qaasuitsup, noroeste da Gronelândia. O assentamento está situado no Arquipélago de Upernavik. Em 2010 tinha 36 habitantes.

## População
A população de Nutaarmiut diminuiu 40% em relação a 1990. Se continuar assim por alguns anos provavelmente o assentamento será abandonado.